# Хейвуд, Джо
Джо́зеф Ге́нри Хе́йвуд (англ. Joseph Henry Haywood; апрель 1893 — дата смерти неизвестна), более известный как Джо Хе́йвуд (англ. Joe Haywood) — английский футболист, фланговый хавбек.

## Биография
Родился в Уэднсбери, Стаффордшир. Выступал за клуб «Хиндли Сентрал». В мае 1913 года перешёл в «Манчестер Юнайтед», где стал запасным хавбеком. Сумма трансфера составила £50. Дебютировал за клуб 22 ноября 1913 года в матче Первого дивизиона против «Шеффилд Юнайтед». В сезоне 1913/14 провёл за клуб 14 матчей, выступая на позиции правого или левого хавбека. В следующем сезоне сыграл свой первый матч только 6 февраля 1915 года. Всего в сезоне 1914/15 сыграл 12 матчей на позициях правого и левого хавбека. Его дальнейшая карьера была прервана войной, по завершении которой он покинул «Манчестер Юнайтед» и начал играть в регби.

## Статистика выступлений
| Клуб              | Сезон            | Лига | Лига | Кубок | Кубок | Итого | Итого |
| Клуб              | Сезон            | Игры | Голы | Игры  | Голы  | Игры  | Голы  |
| ----------------- | ---------------- | ---- | ---- | ----- | ----- | ----- | ----- |
| Манчестер Юнайтед | 1913/14          | 14   | 0    | 0     | 0     | 14    | 0     |
| Манчестер Юнайтед | 1914/15          | 12   | 0    | 0     | 0     | 12    | 0     |
| Всего за карьеру  | Всего за карьеру | 26   | 0    | 0     | 0     | 26    | 0     |